# Il taccuino di Sherlock Holmes
Il taccuino di Sherlock Holmes (The Case-Book of Sherlock Holmes) è la quinta ed ultima raccolta di racconti pubblicata da Arthur Conan Doyle ed avente come protagonista Sherlock Holmes.
Il volume, dato alle stampe nel 1927, raccoglie dodici racconti pubblicati su riviste negli anni immediatamente precedenti. Nove dei racconti sono, come di consueto, narrati dal Dottor Watson. Dei restanti tre uno (L'avventura della pietra di Mazarino) è narrato in terza persona mentre due (L'avventura del soldato sbiancato e L'avventura della Criniera del Leone) sono narrate in prima persona dallo stesso Holmes.

## I racconti
Di seguito invece l'elenco dei racconti nell'ordine in cui compaiono nel volume. In alcuni casi è riportato più di un titolo in italiano visto che nelle diverse traduzioni i titoli dei racconti sono stati a volte tradotti in modo diverso. Tra parentesi è riportato il titolo originale e il mese ed anno della prima pubblicazione su rivista)
- L'avventura del cliente illustre (The Adventure of the Illustrious Client - febbraio-marzo 1925)
- L'avventura del soldato sbiancato (The Adventure of the Blanched Soldier - novembre 1926)
- L'avventura della Pietra di Mazarino noto anche come Il diamante giallo (The Adventure of the Mazarin Stone - ottobre 1921)
- L'avventura dei Tre Frontoni noto anche come L'avventura dei Three Gables (The Adventure of the Three Gables - ottobre 1926)
- L'avventura del vampiro del Sussex (The Adventure of the Sussex Vampire - gennaio 1924)
- L'avventura dei tre Garrideb (The Adventure of the Three Garrideb - gennaio 1925)
- Il problema di Thor Bridge noto anche come L'enigma di Thor Bridge (The Problem of Thor Bridge - febbraio-marzo 1922)
- L'avventura dell'uomo carponi noto anche come L'avventura dell'uomo che camminava a quattro zampe (The Adventure of the Creeping Man - marzo 1923)
- L'avventura della Criniera del Leone (The Adventure of the Lion's Mane - dicembre 1926)
- L'avventura dell'inquilina velata (The Adventure of the Veiled Lodger - febbraio 1927)
- L'avventura di Shoscombe Old Place (The Adventure of Shoscombe Old Place - aprile 1927)
- L'avventura del fabbricante di colori in pensione noto anche come L'avventura del portabandiera in pensione (The Adventure of the Retired Colourman - gennaio 1927)

### L'avventura del cliente illustre
Il 3 settembre 1902 Holmes e Watson ricevono la visita di Sir James Damery, preoccupato per la sorte della signorina Violet, figlia del generale de Merville, alla quale era molto affezionato. La giovane aveva ceduto alla corte del Barone di Gruner, un uomo pericoloso, sospettato di numerosi omicidi tra i quali quello della sua ultima moglie. La signorina era stata fortemente plagiata dal carisma dell'uomo ed era fermamente convinta a non credere a nessun tipo di accusa contro il suo fidanzato, progettando di sposarlo a breve. Holmes prova a dissuadere l'uomo invano, e si reca perfino dalla signorina Violet portando con sé l'ex amante di Gruner, Kitty Winter, non ottenendo ugualmente alcun risultato. Il barone di Gruner, per vendicarsi, manda due uomini a malmenare Holmes, che esce dalla colluttazione piuttosto malconcio, e decide di fa credere a tutti di essere in fin di vita per poter operare liberamente per mezzo di Watson. Il fedele dottore viene mandato a casa del barone, sotto le spoglie di un collezionista di porcellane, di cui Gruner era un grande esperto, ma risulta essere poco convincente e viene scoperto: solo l'intervento di Holmes e la signorina Kitty Winter riusciranno a salvarlo. La donna lancia una bottiglietta di vetriolo sul viso di Gurner, sfigurandolo a vita, mentre Holmes riesce a sottrarre dall'ufficio del barone un prezioso  libretto nel quale l'uomo annotava tutte le donne conquistate: sarà proprio questo prezioso oggetto a far sì che la pia Violet decida di annullare il matrimonio.

### L'avventura del soldato sbiancato
Il narratore è Holmes mentre Watson è assente in quanto si è risposato e non abita più a Baker Street. Nel gennaio 1903 il soldato James M. Dodd si reca da Holmes per risolvere il caso della sparizione del suo compagno di armi e amico Godfrey Emsworth, sparito al suo ritorno in Inghilterra, dopo essere stato ferito intorno a Pretoria in Sudafrica, durante la guerra anglo-boera. Dodd aveva provato a contattare il padre dell'amico, il colonnello Emsworth, ma questi aveva affermato che Godfrey si trovava in giro per il mondo. Non convinto dalle spiegazioni del colonnello, visto il brutto rapporto che aveva con suo figlio, Dodd si era recato Tixbury Old Park vicino a Bedford nel Bedfordshire, a casa Emsworth, dove nella notte era riuscito a intravedere il suo amico da una finestra, pallido ed emaciato, con il volto un tempo abbronzato divenuto bianco spettrale. Il giorno seguente, dopo aver individuato l'edificio dove Godfrey era segregato, Dodd aveva tentato di salvare l'amico, ma era stato scoperto dal colonnello Emsworth che lo aveva cacciato via dalla sua proprietà. Holmes decide di recarsi a Tixbury Old Park accompagnato da un suo amico e da Dodd. Nonostante le resistenze del colonnello Holmes dimostra di avere già trovato la soluzione al mistero, e l'uomo cede, concedendo al gruppo di vedere suo figlio. Il giovane Godfrey spiega che, dopo essere stato ferito in battaglia, era riuscito a trascinarsi fino a un edificio dove aveva passato la notte, e solo al mattino aveva scoperto di trovarsi in un lebbrosario boero. Una volta tornato a casa aveva iniziato ad avere i primi sintomi della lebbra: le macchie bianche sul viso. Sir James Saunders, l'accompagnatore di Holmes, un esperto di malattie esotiche, visita il giovane e dichiara che la sua malattia non è la lebbra ma una patologia curabile e non contagiosa l'ittiosi o pseudo-lebbra (secondo alcuni commentatori la descrizione data da Doyle parrebbe più simile vitiligine, psoriasi o pitiriasi), scatenando la gioia di tutta la famiglia e dell'amico Dodd.

### L'avventura della Pietra di Mazarino
Holmes indaga sulla sparizione di un diamante della corona chiamato la "pietra di Mazarino". Il detective sa già che i colpevoli del furto sono Negretto Sylvius e Sam Merton, ma non riesce a trovare il diamante. Inaspettatamente Sherlock riceve la visita di Sylvius e si prepara a riceverlo mentre Watson corre a chiamare la polizia. Holmes espone al ladro le prove in suo possesso e gli propone di lasciarlo libero in cambio della restituzione del diamante, dandogli la possibilità di chiedere al suo complice che si trova sulla strada se è d'accordo. Sam Merton viene fatto chiamare e Holmes si ritira in camera per suonare il violino. Sylvius non vuole cedere e intende mettere il detective su una falsa pista, mandandolo a Liverpool a cercare il diamante, in modo tale da avere campo libero per poterlo tagliare e fuggire dal paese. Durante la conversazione Sylvius, sotto richiesta di Merton, tira fuori il diamante dalla tasca, esponendolo alla luce della finestra. Holmes, che si era nascosto nella camera, balza fuori e afferra il diamante. Nello stesso momento la polizia irrompe nella stanza, accompagnata da Watson. I due ladri vengono arrestati e la pietra viene riconsegnata a Lord Cantlemere.

### L'avventura dei Three Gables
Holmes viene contattato dalla signora Maberley per risolvere uno strano mistero legato alla sua casa, Three Gables, ad Harrow. La signora Maberley spiega di avere ricevuto una proposta di acquisto della villa per un'ingente somma, a condizione che nella vendita fossero compresi anche il mobilio e gli effetti personali. La clausola del contratto di vendita aveva fatto sì che la donna rifiutasse di vendere e si rivolgesse al famoso detective per un consiglio. Mentre la signora espone i fatti, Holmes sorprende la domestica Susan ad origliare, e dopo averla messa alle strette scopre che l'acquirente misterioso è una donna. Prima di congedarsi Holmes consiglia alla signora Maberley di chiedere a qualche amico fidato di passare la notte nella casa, ma la signora non segue le indicazioni, e la notte stessa viene assalita dai ladri, che portano via dalla casa un libro scritto da suo figlio Douglas, morto poco tempo prima in Italia per una polmonite. La signora Maberley era riuscita a stappare una pagina dal manoscritto, nel quale si leggeva un frammento della storia di un uomo distrutto dal dolore dopo essere stato lasciato da una donna. Holmes, dopo un consulto con l'esperto di pettegolezzi Langdale Pike, risolve il mistero: il giovane Douglas era incappato in Isadora Klein, una bellissima e ambiziosa donna, che lo aveva lasciato per sposare il giovane duca di Lomond. Sarà la stessa Isadora a spiegare i dettagli ai due amici. Douglas per vendicarsi aveva scritto il romanzo e intendeva pubblicarlo, per questo la donna aveva cercato di impadronirsene. Holmes si dimostra benevolo e promette di non denunciarla, e in cambio ottiene 5000 sterline,  con le quali la signora Maberley potrà realizzare il suo sogno di viaggiare intorno al mondo.

### L'avventura del vampiro del Sussex
Il signor Robert Ferguson scrive a Holmes per chiedere aiuto su un caso di  vampirismo. La moglie di Robert, una donna peruviana sposata in seconde nozze, era stata sorpresa a succhiare il sangue dal collo di suo figlio neonato, e senza dare spiegazioni, si era reclusa nella sua stanza accettando la sola compagnia della cameriera Dolores. Il signor Ferguson aveva anche un altro figlio nato dalle prime nozze, Jack, un ragazzo debole e sciancato a causa di una lesione alla spina dorsale, che aveva un pessimo rapporto con la matrigna. Holmes e Watson si recano a casa dei Ferguson a Lamberley, nel Sussex, dove fanno conoscenza di tutta la famiglia, compreso il malconcio cane Carlo. I due amici trovano la donna in uno stato di grave alterazione psichica e fisica, ma nonostante ciò Holmes riesce a convincerla a riceverli nella sua stanza, dove svela il mistero. Il primo figlio di Ferguson, geloso del fratello, aveva tentato di ucciderlo con delle freccette intinte in un veleno precedentemente testato sul povero cane Carlo. La matrigna, che era a conoscenza della malvagità del figliastro, lo aveva sorpreso ad attaccare il neonato e aveva provato a salvarlo succhiando il veleno dalla ferita, e successivamente aveva deciso di non rivelare nulla al marito, temendo di non essere creduta. Ma, alla fine, il marito scopre l'omicidio della moglie dal sangue sulle labbra.

### L'avventura dei tre Garrideb
Alla fine del giugno 1902 Holmes e Watson ricevono la visita di John Garrideb, un uomo d'affari americano con una storia incredibile. L'uomo racconta che, grazie al suo insolito cognome, aveva attirato le simpatie di un ricco americano, tale Alexander Hamilton Garrideb, che lo aveva citato nel suo testamento. John avrebbe ereditato una parte del patrimonio di Alexander Garrideb se fosse riuscito a trovare altri due Garrideb con cui spartirlo. Dopo avere setacciato l'America invano, John racconta di essersi recato a Londra, dove aveva trovato un secondo Garrideb, il signor Nathan, che si era rivolto a Holmes per trovare l'ultimo ereditiere. Holmes è convinto che la storia dell'uomo sia falsa e per questo si reca a casa di Nathan per fare qualche domanda. La chiacchierata viene interrotta da John, che irrompe nella stanza affermando di avere trovato il terzo Garrideb nella vicina Aston. John convince Nathan a recarsi ad Aston per incontrare l'uomo, ma Holmes crede che l'annuncio sia opera dell'americano, e decide di fare delle ricerche sul suo conto presso Scotland Yard. Le scoperte di Holmes sono sensazionali: John Garrideb è in realtà il noto assassino americano James Winter, alias Evans il killer, arrestato anche a Londra per l'omicidio di Roger Prescott, per il quale aveva scontato solo cinque anni, poiché era stata comprovata la legittima difesa. Roger Prescott viveva nella casa occupata dal signor Nathan Garrideb, perciò Holmes crede che il killer stesse cercando una scusa per allontanare il proprietario dall'abitazione e impadronirsi di qualche importante oggetto. Holmes e Watson decidono dunque di appostarsi all'interno della casa e sorprendono il killer intento a rubare una macchina per stampare banconote false costruita da Roger Prescott.

### Il problema di Thor Bridge
Maria Pinto, moglie del milionario americano Neil Gibson viene trovata morta sul ponte Thor Bridge nello Hampshire, a causa di un colpo di pistola alla tempia. La governante Grace Dunbar, grazie alle pesanti prove a suo carico viene accusata dell'omicidio e dichiarata colpevole in primo grado. Neil Gibson era innamorato della governante e, nonostante questa lo avesse sempre rifiutato, decide di chiedere aiuto a Holmes per scagionarla. Il detective, dopo una breve indagine sul luogo del delitto e un breve colloquio con la governante, risolve presto il mistero: Maria Pinto, gelosa della governante e consapevole del fatto che ormai suo marito non l'amava più, aveva deciso di suicidarsi inscenando l'omicidio per far condannare la giovane governante.

### L'avventura dell'uomo carponi
Ambientato nel settembre del 1903 è, a detta di Watson, uno degli ultimissimi casi trattati da Holmes prima del suo ritiro dall'attività. Trevor Bennett, assistente del professor Presbury nonché fidanzato di sua figlia Edith, si reca da Holmes per capire cosa è accaduto al suocero, insegnante universitario presso Camford. Il sessantenne Presbury si era innamorato della giovane Alice Morphy, figlia di un suo collega, ma la famiglia di lei disapprovava l'unione, vista la grande differenza di età. Dopo essere stato rifiutato dalla famiglia della giovane, il professore si era allontanato da casa per compiere un viaggio a Praga, e dopo il suo ritorno era cambiato visibilmente, diventando irascibile e violento. La situazione si era ulteriormente aggravata quando Trevor lo aveva sorpreso a camminare a quattro zampe per il corridoio di casa a notte fonda. Holmes e Watson si recano a Camford e con una scusa riescono a parlare con il professore, ma egli sembra capire l'inganno e li caccia via dal suo studio. Nonostante tutto Holmes sembra avere un quadro preciso della situazione e decide di tornare a Londra, promettendo a Bennet di tornare la settimana successiva per svelare definitivamente il mistero. Holmes rivela a Watson di essere stato colpito dal fatto che le crisi più volente del professore avvenivano a distanza di nove giorni l'una dall'altra e dal fatto che ogni volta che si verificavano, il suo fedele cane Roy tentava di aggredirlo. La settimana successiva Holmes e Watson si appostano nei pressi della casa del professore, che viene sorpreso ad arrampicarsi su una pianta di edera, ciondolando da un ramo all'altro. Il professor Persbury, stufo di arrampicarsi, inizia a tormentare il cane Roy, che riesce a slegarsi e attacca il padrone, che viene salvato dall'intervento di Bennet e riportato all'interno della casa. Holmes trova sulla scrivania una lettera proveniente da Praga, scritta da H. Lowenstein, uno scienziato che cercava di produrre l'elisir della lunga vita attraverso il siero di una scimmia: era proprio questo siero a provocare gli effetti collaterali al professor Presbury.

### L'avventura della Criniera del Leone
Il racconto viene narrato in prima persona da Holmes, e si svolge a luglio del 1907 nel Sussex, dove il detective si era ritirato per dedicarsi all'apicoltura. Holmes cerca di risolvere  il mistero della morte del suo vecchio amico Fitzroy McPherson, insegnante di scienze presso il centro di addestramento per giovani di Harold Stackhurst. McPherson era stato soccorso sulla spiaggia da Holmes e Stackurts, dopo essere uscito dall'acqua con delle terribili escoriazioni su tutto il corpo, ed era morto poco dopo pronunciando le parole "criniera di leone". Holmes, dopo un'infruttuosa indagine nella scogliera, frugando tra gli effetti personali di McPherson scopre che questi aveva iniziato una corrispondenza amorosa con Maudie Bellamy, una giovane donna del vicino villaggio di Fulworth, e decide di recarsi a casa sua per interrogarla. La donna racconta che era intenzionata a sposare McPherson, nonostante suo padre non fosse d'accordo, e spiega che il giovane insegnante era privo di nemici. Holmes in assenza di nuovi elementi si trova a brancolare nel buio. Trascorsa una settimana senza nuovi sviluppi, sulla spiaggia viene ritrovato morto il cane di McPherson, e subito dopo anche l'insegnante di matematica Ian Murdoch viene soccorso nei pressi della riva, moribondo e coperto delle stesse escoriazioni di McPheterson. Holmes, dopo aver consultato la sua biblioteca, si reca insieme all'ispettore e a Stackhurts nella scogliera, dove mostra a tutti la soluzione del caso: una grande medusa Cyanea Capillata, detta criniera di leone.

### L'avventura dell'inquilina velata
Il racconto è ambientato nella fine del 1896: a Baker Street si presenta la signora Merrilow, di South Brixton, mandata dalla sua inquilina (la signora Ronder) che voleva confidargli un segreto. Eugenia Ronder era moglie del proprietario di un circo, e si esibiva con lui in un numero all'interno della gabbia di un leone. La storia della donna era già nota alla cronaca: un giorno, nei pressi di un villaggio nel Berkshire, il leone era riuscito a uscire dalla gabbia mentre i due coniugi gli portavano da mangiare e li aveva aggrediti, uccidendo il signor Ronder e sfigurando sua moglie, che da quel giorno andava in giro con il volto coperto da un velo. Holmes, curioso di conoscere le rivelazioni della donna, si reca a Brixton insieme a Watson. La signora Eugenia rivela a Holmes la vera causa della morte di suo marito: ella era innamorata dell'uomo forzuto, Leonardo, che lavorava al circo insieme a lei, e insieme avevano deciso di uccidere il marito, che con il suo carattere crudele torturava la moglie e i tutti i colleghi circensi. Leonardo aveva costruito una clava con spuntoni d'acciaio, in modo che le ferite inferte al signor Ronder paressero provocate dagli artigli del leone; quindi dopo essersi appostato nei pressi della gabbia lo aveva sorpreso mentre si recava dalla belva per dargli da mangiare. Eugenia dopo che il marito fu ucciso si avvicinò alla gabbia per dare da mangiare al leone, ma questo, a causa dell'odore del sangue si avventò su di lei sfigurandola. Leonardo fuggì senza aiutare l'amante e questa, dopo essersi ripresa, decise di ritirarsi nella pensione della signora Merrilow per il resto della sua vita. Eugenia, venuta a conoscenza della morte di Leonardo, aveva deciso di confessare a Holmes la sua colpa, ma il detective decise di non denunciarla.

### L'avventura di Shoscombe Old Place
John Mason, capo istrutture della scuderia di Shoscombe Park, si reca da Holmes per conto del suo padrone Sir Robert Norberton di Shoscombe Old Place, nel Berkshire. Il signor John era preoccupato per il suo padrone che, sommerso dai debiti, aveva deciso di puntare i suoi ultimi risparmi su un cavallo da corsa, giovane promessa della scuderia. Lord Robert inoltre aveva iniziato a comportarsi in maniera strana, beveva molto e aveva ceduto al vecchio Barns di Cardiff il cane prediletto di sua sorella Lady Beatrice Falder, proprietaria di Shoscombe Old Place e nota allevatrice di spaniel. John Mason racconta di come aveva sorpreso il suo padrone all'interno di una cripta della chiesa, intento a trafficare con uno strano uomo e i resti di una mummia. Holmes e Watson si recano nel Berkshire e durante un'ispezione nella cripta si imbattono in lord Robert che, incalzato da Holmes, racconta tutta la sua storia.  La signora Beatrice era morta poche settimane prima, e Robert aveva deciso di nascondere il suo corpo in una tomba nella cripta, per evitare che tutti i suoi possedimenti finissero in mano ai creditori. La vicenda di Sir Robert si conclude in modo fortunato, nonostante Holmes avesse avvertito la polizia della morte della donna, i creditori avevano lasciato che il suo cavallo disputasse la corsa, così dopo la vittoria Sir Robert poté pagare i creditori e continuare la sua vita nell'agiatezza.

### L'avventura del fabbricante di colori in pensione
Josiah Amberley, fabbricante di materiali artistici in pensione, chiede aiuto a Holmes per risolvere il caso della scomparsa di sua moglie, scappata con l'amante dopo aver rubato una buona parte dei soldi del marito. Holmes, inizialmente impegnato su altri casi, manda Watson a interrogare l'uomo, mentre lui raccoglie alcune informazioni sul cliente senza lasciare Baker Street. Dopo aver ascoltato il resoconto del dottore, Holmes rimane perplesso dal fatto che la vittima abbia iniziato a pitturare le pareti in un momento simile e decide di andare a indagare di persona sul luogo della sparizione. Usando un falso telegramma il detective riesce a far partire Amberley in modo da avere campo libero per controllare la casa e la stanza blindata in cui era custodito il denaro rubato. Holmes scopre così che quello che sembrava un caveau in realtà era una vera e propria camera a gas, utilizzata dal suo cliente per uccidere moglie e amante; la pittura alle pareti serviva per mascherare l'odore del gas ai poliziotti chiamati a indagare sul presunto furto.

## Edizioni
- Arthur Conan Doyle, Il taccuino di Sherlock Holmes, La biblioteca dei figli, Robin Edizioni, 2011,  p. 180, ISBN 978-88-7371-834-5.